# Jorge Páez
Jorge Adolfo Febles Páez (Mexicali, 27 de octubre de 1965), conocido también como Jorge "Maromero" Páez, es un ex boxeador y artista cirsense mexicano. 

## Origen en el circo
Páez proviene de una familia asociada al ámbito circense mexicano, pues creció y se desarrolló en el circo Hermanos Olvera, donde trabajó desde muy joven como acróbata. Su tío Heriberto Febles Olvera le enseñó a pelear y lo entrenó en sus primeros años, dándole la tarea de expulsar a quienes ingresaran al circo de forma furtiva. Sus años vinculado a ese ambiente influirían en el estilo que desarrolló posteriormente como boxeador.
El apodo de "El maromero" se lo ganó por celebrar sus primeras victorias como boxeador profesional ejecutando una pirueta o maroma aprendida de sus días como artista circense. Adicionalmente ganó fama por sus cortes de pelo extravagantes (algunos de los cuales llevaban inscripciones en la parte trasera de su cabeza), por sus atuendos coloridos y los disfraces que vestía, y por su estilo pintoresco para boxear que incluía movimientos inusuales y pasos de baile.

## Boxeador
Inició en el boxeo profesional el 6 de noviembre de 1984, en San Luis Río Colorado Sonora, contra Efrén Treno a quien derrotó por nocaut técnico en tres asaltos. De ahí, logró una cadena de triunfos logrando firmar un contrato para la cadena de televisión norteamericana HBO.

### El campeonato
Contendió por el campeonato mundial pluma de la IBF, el 4 de agosto de 1988, en la Plaza de Toros Calafia en su tierra natal Mexicali, contra el estadounidense y entonces campeón Calvin Grove, en lo que sería la última pelea por un campeonato mundial a quince asaltos. En dicha pelea, Páez iba perdiendo en las puntuaciones de los tres jueces, pero derribó al campeón en tres ocasiones en el último asalto, lo que le permitió ganar por decisión unánime. Fue el primer campeón mexicano de la FIB.
Defendió el título en nueve ocasiones, incluyendo: una revancha con Grove, donde lo noqueó en el undécimo asalto; obtuvo también el título de la OMB, y unificó el título al vencer por decisión al campeón Louie Espinoza, en el hotel Hilton de Las Vegas Nevada, Estados Unidos. Tuvo otras victorias por decisión ante los excampeones y Stevie Cruz, y Troy Dorsey. Dejó vacante el título pluma, para subir a la categoría superpluma, sólo para perder ante Tony López, el entonces campeón por la IBF de esa categoría el 22 de septiembre de 1990, en Sacramento California. 
El 29 de julio de 1994 se enfrentó a Oscar de la Hoya por el Título Mundial Ligero OMB (dicho título en condición de vacante) en el MGM Grand. A los treinta y siete segundos del segundo asalto, De la Hoya venció a Páez por KO. Su última pelea la tuvo contra Scott McCracken el 5 de diciembre del 2003 en Phoenix Arizona, ganando por decisión.
En su historial boxístico, "El Maromero Páez" ostenta: 79 victorias, 52 por nocaut; 14 derrotas y 5 empates.